# Dustin the Turkey
Dustin the Turkey – lalka irlandzkiej telewizji RTÉ występująca w dziecięcym programie The Den od grudnia 1989 do 2010 roku, była gospodarzem talk-show The Once a Week Show oraz reprezentowała Irlandię w 53. Konkursie Piosenki Eurowizji w 2008 roku. Lalką kieruje John Morrison.

## Kariera
Postać sceniczną Dustina the Turkey powołano w grudniu 1989 roku, kiedy to dołączono ją do obsady programu dla dzieci The Den emitowanego w telewizji Raidió Teilifís Éireann. W 1994 roku wydano sygnowany pseudonimem artystycznym postaci debiutancki album studyjny zatytułowany Not Just a Pretty Face, na którym znalazł się m.in. singiel „Spanish Lady” nagrany z Ronniem Drew. W 1996 roku premierę miała druga płyta długogrająca zatytułowana Unplucked, która promowana była przez singel „Rat Trap” nagrany przy współpracy z Bobem Geldofem. W kolejnym roku ukazał się trzeci album Faith of Our Feathers, z którego pochodzi między innymi utwór „Good Looking Woman” wykonany z gościnnym udziałem Joego Dolana.
W 1999 roku ukazał się czwarty sygnowany pseudonimem artystycznym postaci album studyjny zatytułowany Poultry in Motion, na którym znalazł się między innymi singel „32 Countries”. Dwa lata później wydano płytę kompilacyjną Greatest Hits, na której znalazły się najpopularniejsze piosenki z wcześniejszych albumów oraz nowy singel – „Sweet Caroline”. W 2002 roku z udziałem lalki nakręcono film Dustin in Fowl Play, w którym postać sceniczna zagrała główną rolę.

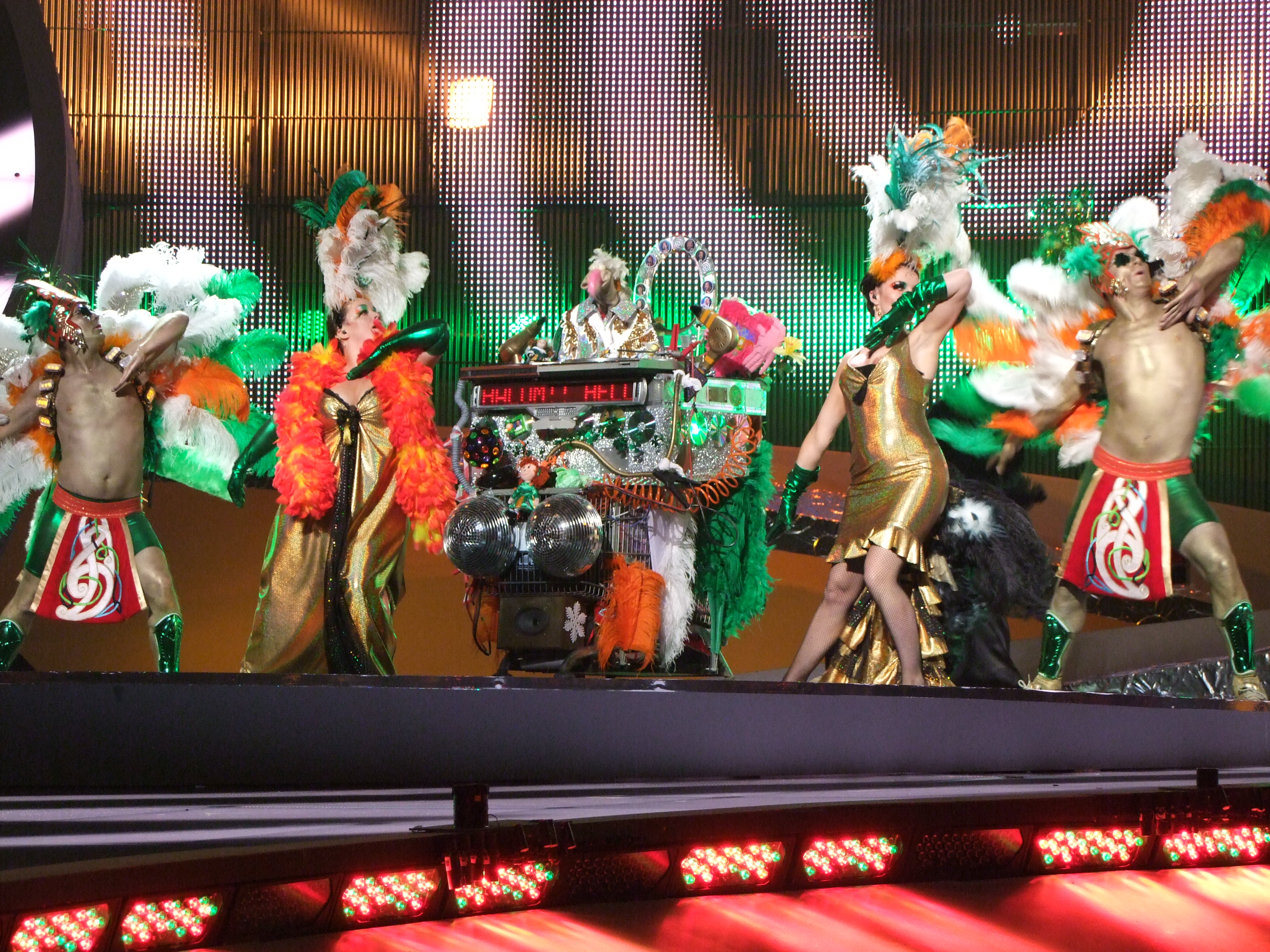
Dustin the Turkey podczas występu w 53. Konkursie Piosenki Eurowizji w 2008 roku

W grudniu 2005 roku wydano piątą płytę studyjną postaci zatytułowaną Bling When You’re Mingin’'', którą promował singel „Patricia the Stripper” nagrany wraz z Chrisem de Burghem.
Pod koniec stycznia 2008 roku pojawiły się doniesienia, jakoby postać Dustina the Turkey miała wziąć udział w krajowych eliminacjach eurowizyjnych Eurosong 2008. W lutym potwierdzono uczestnictwo lalki w selekcjach z utworem „Irelande douze pointe”, a pod koniec miesiąca zorganizowano finał, który Dustin ostatecznie wygrał dzięki zdobyciu największego poparcia telewidzów, dzięki czemu został reprezentantem Irlandii w 53. Konkursie Piosenki Eurowizji. 20 maja lalka wystąpiła w pierwszym półfinale widowiska organizowanego w Belgradzie i zajął ostatecznie 16. miejsce z 22 punktami na koncie, przez co nie awansował do finału.
W 2009 roku postać została tematem filmu dokumentalnego Dustin: 20 Years a Pluckin’.
Na początku czerwca 2012 roku lalka pojawiła się gościnnie podczas specjalnego odcinka programu The Late Late Show przygotowanego z okazji 50-lecia talk-show.

## Sfera polityki
Postać sceniczna Dustina the Turkey często wyrażała swoje zainteresowanie tematami politycznymi. Występowała przy dwóch kampaniach prezydenckich. W 1997 roku zaistniała w kontekście wyborów prezydenckich pod nowym imieniem Dustin Hoffman. Była także liderem kampanii SOLD (Stamp Out Line Dancing). Jest ambasadorem UNICEF.

## Dyskografia

### Albumy studyjne
- Not Just A Pretty Face (1994)
- Dustin: Unplucked (1996)
- Faith of Our Feathers (1997)
- Poultry in Motion (1999)
- Bling When You're Minging (2005)

### Albumy kompilacyjne
- Dustin's Greatest Hits (2001)